# پروانه AVR

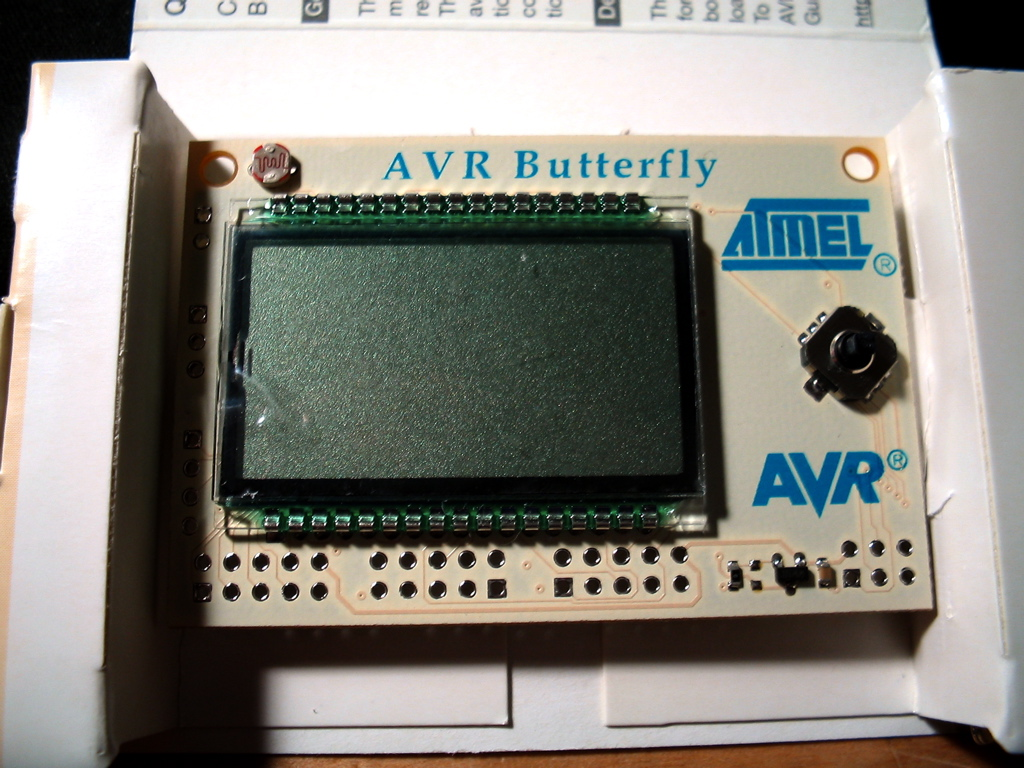
ماژول AVR Butterfly

AVR Butterfly یک میکروکنترلر تک بردی با باتری است که توسط Atmel توسعه یافته است. این شامل یک میکروکنترلر Atmel ATmega169PV ، نمایشگر کریستال مایع ، جوی استیک ، بلندگو، پورت سریال ، ساعت بی‌درنگ (RTC)، حافظه فلش داخلی و سنسورهای دما و ولتاژ است. این برد به اندازه یک برچسب نام است و دارای یک روکش پین در پشت است تا پس از وارد کردن نام کاربر بر روی LCD، ساییده و کنده شود.

## مجموعه ویژگی

### ال سی دی
AVR Butterfly رانش LCD را با اجرای نمایشگر 14 بخش و شش کاراکتر الفا عددی نشان می دهد. با این حال، رابط LCD بسیاری از پین های I/O را مصرف می کند.

### CPU و سرعت
پردازنده ATmega169 پروانه قادر است تا 8 مگاهرتز سرعت داشته باشد ، اما توسط نرم افزار برای حفظ عمر دکمه باتری روی 2 مگاهرتز تنظیم شده است . بوت لودرهای جایگزین رایگانی وجود دارند که برنامه ها را در سرعت های 1، 2، 4 یا 8 مگاهرتزی راه اندازی می کنند .از طرف دیگر، این ممکن است با تغییر تقسیم کننده CPU کد در برنامه انجام شود.

### امکانات
- CPU 8 بیتی ATmega169V AVR شامل 16 کیلوبایت حافظه فلش برای ذخیره کد و 512 بایت EEPROM برای ذخیره سازی داده ها
- LCD 100 سگمنت (بدون نور پس زمینه)
- 4- حافظه فلش مگابیت (512 کیلوبایتی) AT45
- مینی جوی استیک 4 طرفه با دکمه مرکزی
- سنسورهای نور، دما و ولتاژ (محدوده 0-5 ولت) (سنسور نور دیگر به دلیل دستورالعمل RoHS گنجانده نشده است)
- اسپیکر پیزو
- پد لحیم کاری کانکتورهای ارائه شده توسط کاربر: 2 پورت ورودی/خروجی 8 بیتی، ISP ، USI، JTAG
- مبدل و رابط سطح RS232 (کابل و کانکتور ارائه شده توسط کاربر نهایی)
- نگهدارنده باتری 3 ولتی (باتری CR2450 موجود است)

### نرم افزار
Butterfly با نرم افزاری از پیش بارگذاری شده است که بسیاری از ویژگی های ATmega169 را نشان می دهد، از جمله خواندن سطح نور محیط و دما و پخش نت های موسیقی. این دستگاه دارای یک پین روکشی است که به پشت متصل است، بنابراین ممکن است به عنوان یک برچسب نام ساییده شود - "نام" ممکن است از طریق جوی استیک یا روی درگاه RS-232 وارد شود و در سراسر LCD حرکت می کند.

### برنامه ریزی مجدد
Butterfly را می توان آزادانه با استفاده از زنجیره ابزار های مشابه بسیاری از کنترلرهای AVR دیگر را برنامه ریزی کرد، برای مثال با استفاده از زبان اسمبلی Atmel AVR یا محیط توسعه یکپارچه رایگان (IDE) Atmel Studio برای برنامه نویسی به زبان C.
یک بوت لودر از پیش نصب شده به برد اجازه می دهد تا با پورت سریال استاندارد RS-232 بدون نیاز به سخت افزار خاصی دوباره برنامه ریزی شود. این برد همچنین دارای پورت های ISP و JTAG برای برنامه نویسی درون مدار و اشکال زدایی است. همه این رابط ها فقط به عنوان نقاط لحیم کاری باز پیاده سازی می شوند، بنابراین افزودن برخی سخت افزارها برای قابل استفاده کردن آنها ضروری است.

## پروژه ها و برنامه های کاربردی پروانه
چندین پروژه با استفاده از Butterfly به عنوان یک پلتفرم پایه ساخته شده است که اغلب با تعداد کمی یا بدون بخش اضافی ساخته شده است:
- یک ربات آموزشی برنده جایزه وجود دارد که در اطراف پروانه بنا شده است به نام FlutterBot .
- Project ButtLoad برنامه های رایگانی برای تبدیل Butterfly به یک AVR-ISP قابل حمل برای برنامه نویسی دستگاه های AVR دیگر ارائه می دهد.
- چندین طرح در وب برای تبدیل یک پروانه به پخش کننده MP3 در دسترس است.
- C Programming for Microcontrollers ، کتابی برای یادگیری برنامه نویسی AVR با استفاده از C، برای Butterfly به عنوان پلتفرم توسعه نوشته شده است.
- Butterfly Logger یک داده لاگر منبع باز است که بر اساس AVR Butterfly ساخته شده است.
- پروژه Butteruino مجموعه ای از کتابخانه ها برای ادغام AVR Butterfly با محیط توسعه آردوینو است.